# Доусон, Чарли
Чарли Доусон (1860-е — 1908) — индеец племени тагиш. Считается одним из первооткрывателей золота Клондайка. В 1899 году вместе с Джорджем Кармаком, Джим Скукум и Робертом Хендерсоном внесён в канадский зал славы старателей.
Индейское имя: Кхаа Куух [qʰáː kuːχ]. В книге известного геодезиста и комиссара Юкона Уильяма Огилви назван Чарли Тагишем.

## Биография
Кхаа Куух был сыном индеанки племени тагиш Kooyáy и индейца племени тлинкит Tlawch’. По местным обычаям он относился к племени тагиш. Большое влияние на Кхаа Куух оказал его дядя по материнской линии Джим Скукум.
В 1896 году Чарли Доусон вместе со своим дядей Джимом Скукумом отправились проведать Кейт Кармак, сестру Скукума, и её мужа Джорджа Кармака, от которых долгое время не было вестей. Компания настаивает, что они не собирались искать золото. На Клондайке, вместе с Кармаками, они занимались рыбной ловлей, когда встретили старателя Роберта Хендерсона. Хендерсон обнаружил довольно большое количество золота в одном из притоков и предложил Кармаку помыть золото. Доподлинно неизвестно, кто из них обнаружил первый самородок, но именно после этого началась клондайкская золотая лихорадка.
Чарли путешествовал по Северной Америке, побывал в Сиэтле и Сан-Франциско. Был женат, у него было двое детей.
В 1908 году он упал с железнодорожного моста и утонул.

## Имя
Кхаа Куух был известен среди европейцев как Чарли. Так как он был одним из тех, кто выбирал место для современного города Доусона, его стали называть Чарли Доусон. Кроме того, часто его называли Чарли Тагиш по названию озера. Однако последнее имя уже было дано одному из индейцев, работавшему проводником геодезических партий, но никогда не имевшему ничего общего с золотом, что создавало некоторую путаницу. Во избежание путаницы на могилах обоих индейцев были установлены клановые символы: на могиле Чарли Тагиша — бобёр, а на могиле Чарли Доусона — волк.